# Давід Арнольдо Кабрера
Давід Арнольдо Кабрера (ісп. David Arnoldo Cabrera, нар. 12 вересня 1945, Сан-Сальвадор) — сальвадорський футболіст, що грав на позиції нападника. Є найкращим бомбардиром в історії клубу ФАС, за який протягом 20 років забив 242 голи. Також грав за національну збірну Сальвадору, з якою був учасником чемпіонату світу 1970 року.

## Клубна кар'єра
У дорослому футболі дебютував 1966 року виступами за команду ФАС, кольори якої і захищав протягом усієї своєї кар'єри гравця, що тривала двадцять років, забивши за цей час рекордні 242 голи. За цей час він чотири рази став з командою чемпіоном Сальвадору і тричі ставав найкращим бомбардиром турніру (1972, 1981, 1983). 
Найкращим сезоном за 20 років перебування в команді для Кабрери став 1975/76, коли він забив 25 голів, а найрезультативнішим матчем стала гра, проведена 3 січня 1980 року проти клубу УЕС (7:2), в якій Давід забив шість із семи голів своєї команди. Також 1979 року Кабрера допоміг команді виграти перший міжнародний трофей в її історії — Кубок чемпіонів КОНКАКАФ, відзначившись трьома голами у двох фінальних матчах проти панамського клубу «Йонг Коломбія» (1:1, 7:1).

## Виступи за збірну
У складі збірної був учасником чемпіонату світу 1970 року у Мексиці, але був запасним гравцем і на поле не виходив.

## Титули і досягнення
- Чемпіон Сальвадору (4):

ФАС: 1977/78, 1978/79, 1981, 1984
- Переможець Ліги чемпіонів КОНКАКАФ (1):

ФАС: 1979
- Бронзовий призер Чемпіонату націй КОНКАКАФ: 1977

### Індивідуальні
- Найкращий бомбардир чемпіонату Сальвадору: 1972 (15 голів), 1981 (20 голів), 1983 (16 голів)